# PAQR6
PAQR6‏ (Progestin and adipoQ receptor family member 6) هوَ بروتين يُشَفر بواسطة جين PAQR6 في الإنسان.